# LPGA Tour 2014
Navigation
Édition précédente Édition suivante
La LPGA Tour 2014 est la saison du circuit de la LPGA Tour disputée en 2014, elle se tient entre janvier et novembre 2014 à travers le monde par l'élite du golf féminin. L'évènement est organisée par la LPGA dont la plupart des tournois se tiennent aux États-Unis. 

## Calendrier
| Dates             | Tournoi                            | Lieu             | Vainqueur      |
| ----------------- | ---------------------------------- | ---------------- | -------------- |
| 23-26 janv.       | Pure Silk-Bahamas LPGA Classic     | Bahamas          | Jessica Korda  |
| 13-16 févr.       | Open d'Australie                   | Australie        | Karrie Webb    |
| 20-23 févr.       | Honda LPGA Thailand                | Thaïlande        | Anna Nordqvist |
| 27 févr.-2 mars   | HSBC Women's Champions             | Singapour        | Paula Creamer  |
| 10-23 mars        | JTBC Founders Cup                  | Arizona          | Karrie Webb    |
| 27-30 mars        | Kia Classic                        | Californie       | Anna Nordqvist |
| 3-6 avr.          | Kraft Nabisco Championship         | Californie       | Lexi Thompson  |
| 16-19 avr.        | LPGA Lotte Championship            | Hawaii           | Michelle Wie   |
| 24-27 avr.        | Swinging Skirts LPGA Classic       | Californie       | Lydia Ko       |
| 1-4 mai           | North Texas LPGA Shootout          | Texas            | Stacy Lewis    |
| 15-18 mai         | Kingsmill Championship             | Virginie         | Lizette Salas  |
| 22-25 mai         | Airbus LPGA Classic                | Alabama          | Jessica Korda  |
| 30 mai - 1er juin | ShopRite LPGA Classic              | New Jersey       | Stacy Lewis    |
| 5-8 juin          | Manulife Financial LPGA Classic    | Ontario          | Inbee Park     |
| 19-22 juin        | US Open féminin de golf            | Caroline du Nord | Michelle Wie   |
| 27-29 juin        | Championnat P&G Beauty NW Arkansas | Arkansas         | Stacy Lewis    |
| 10-13 juil.       | Open britannique                   | Angleterre       | Mo Martin      |
| 17-20 juil.       | Marathon Classic                   | Ohio             | Lydia Ko       |
| 24-27 juil.       | International Crown                | Maryland         | Espagne        |
| 7-10 août         | Meijer LPGA Classic                | Michigan         | Mirim Lee      |
| 14-17 août        | LPGA Championship                  | New York         | Inbee Park     |
| 21-24 août        | Open féminin du Canada             | Ontario          | Ryu So-yeon    |
| 28-31 août        | Portland Classic                   | Oregon           | Austin Ernst   |
| 11-14 sept.       | The Evian Championship             | France           | Kim Hyo-joo    |
| 18-21 sept.       | Yokohama Tire LPGA Classic         | Alabama          | Mi Jung Hur    |
| 2-5 oct.          | Reignwood LPGA Classic             | Chine            | Mirim Lee      |
| 9-12 oct.         | Sime Darby LPGA Malaysia           | Malaisie         | Shanshan Feng  |
| 17-19 oct.        | Championnat de la LPGA Hana Bank   | Corée du Sud     | Baek Kyu-jung  |
| 23-26 oct.        | Blue Bay LPGA                      | Chine            | Lee-Anne Pace  |
| 30 oct. - 2 nov.  | Sunrise LPGA Taiwan Championship   | Taïwan           | Inbee Park     |
| 7-9 nov.          | Mizuno Classic                     | Japon            | Mi Hyang Lee   |
| 13-16 nov.        | Lorena Ochoa Invitational          | Mexique          | Christina Kim  |
| 20-23 nov.        | CME Group Titleholders             | Floride          | Lydia Ko       |

## Classement final
| Classement | Joueuse        | Pays             | Tournois joués | Gains ($) |
| ---------- | -------------- | ---------------- | -------------- | --------- |
| 1          | Stacy Lewis    | États-Unis       | 28             | 2 539 039 |
| 2          | Inbee Park     | Corée du Sud     | 23             | 2 226 641 |
| 3          | Lydia Ko       | Nouvelle-Zélande | 26             | 2 089 033 |
| 4          | Michelle Wie   | États-Unis       | 21             | 1 924 796 |
| 5          | So Yeon Ryu    | Corée du Sud     | 25             | 1 468 804 |
| 6          | Shanshan Feng  | Chine            | 24             | 1 404 623 |
| 7          | Anna Nordqvist | Suède            | 26             | 1 144 245 |
| 8          | Karrie Webb    | Australie        | 19             | 1 069 540 |
| 9          | Azahara Muñoz  | Espagne          | 27             | 1 051 332 |
| 10         | Chella Choi    | Corée du Sud     | 31             | 1 048 932 |

Classement 2014 complet

## Récompense
| Récompense            | Lauréate        | Pays             |
| --------------------- | --------------- | ---------------- |
| Classement final      | Stacy Lewis     | États-Unis       |
| Meilleur score moyen  | Stacy Lewis (2) | États-Unis       |
| Joueuse de l'année    | Stacy Lewis (2) | États-Unis       |
| Débutante de l'année  | Lydia Ko        | Nouvelle-Zélande |
| Race to the CME Globe | Lydia Ko        | Nouvelle-Zélande |